# Fulcaldea
Fulcaldea là một chi thực vật có hoa trong họ Cúc (Asteraceae).

## Loài
Chi Fulcaldea gồm các loài: